# Saleen S7
Saleen S7 är en supersportbil tillverkad av den amerikanska biltillverkaren Saleen sedan år 2000. Under 2005 lanserades Saleen S7 twin turbo, som ersatte den gamla motorversionen som lades ner samma år. Bilen är handbyggd och kostar över 4 miljoner kronor. Bilen accelererar från 0-100 på 3,4 sekunder i versionen utan turbo och under 3 sekunder i turboversionen, toppfarten ligger på över 320 kilometer i timmen för versionen utan turbo, och över 400 i turboversionen.
Motorn är en Ford 427-baserad V8 på 7 liter och 550 respektive 760 hästkrafter.
Bilen är designad av Steve Saleen och Phil Frank design och byggs i Irvine, Kalifornien.
- Wikimedia Commons har media som rör Saleen S7.

## Konkurrenter
- Bugatti Veyron

- Ferrari Enzo

- Porsche Carrera GT

- Shelby Super Aero